# سیارک ۱۲۳۶۵
سیارک ۱۲۳۶۵ (به انگلیسی: 12365 Yoshitoki، نامگذاری:1993YD) دوازده هزار و سیصد و شصت و پنجمین سیارک کشف شده‌است که در ۱۷ دسامبر ۱۹۹۳ کشف شد.